# História LGBT
História LGBT refere-se à história das lésbicas, gays, bissexuais e transgéneros. O estudo abrange as situações sócio-políticas que os afectaram em cada época, a sua cultura, os costumes e modos de vida desde os primeiros registros da homossexualidade na antiguidade até ao presente, e ainda, os status sociais, ao longo do tempo, como os seus movimentos sociais e eventos históricos.
Durante muito tempo a história da homossexualidade foi ignorada, se não deliberadamente escondida, começando só a partir dos anos setenta a vir à luz do dia e a ser tema abordado em profundidade por historiadores.

## Cronologia

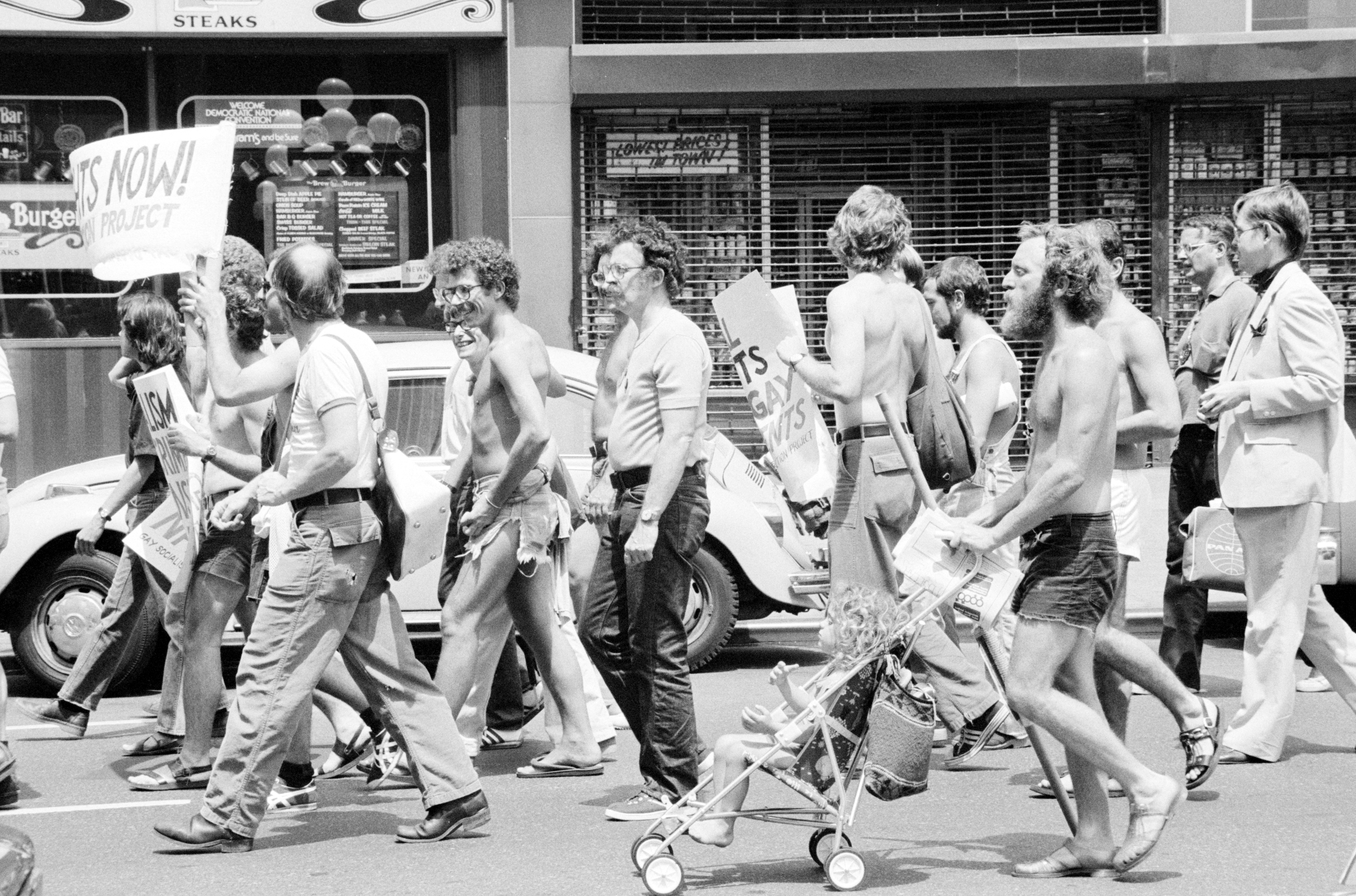
Protestos a favor dos direitos dos homossexuais em Nova Iorque, em 1976.

Os registos arqueológicos mais antigos onde interpreta-se uma conotação homoerótica apontam para 12000 A.C. Civilizações antigas da Índia, Egito, Grécia, América têm registros históricos de períodos onde a homossexualidade era retratada em cerâmica, escultura e pinturas. Entende-se que em vários períodos da história a homossexualidade era admitida em várias civilizações. Acredita-se que o primeiro código penal que punia a homossexualidade foi editado no império de Gengis Khan ao proibir a sodomia com a pena de morte. No ocidente, as primeiras edições de leis que puniam a sodomia datam de 1533 através da edição do código "Buggery Act" de 1533 pelo Rei Henrique VIII da Inglaterra e de alterações no Código Penal de Portugal, também em 1533, realizadas por influência da Inquisição. As leis que proibiam a sodomia, sobretudo nas relações homossexuais, passaram a ser editadas em vários países ocidentais. Considerando que tanto a Inglaterra, Portugal e Espanha eram grandes potências colonizadoras na época, as leis que proibiam as relações homossexuais também foram impostas nas suas colónias, tal como verifica-se com a edição da Secção 377 do Código Penal Indiano, inspirada no código "Buggery Act" da Inglaterra. As civilizações pré-coloniais da América do Sul, colonizadas principalmente por portugueses e espanhóis também foram introduzidas aos novos costumes. No mesmo sentido, a Alemanha, edita o Parágrafo 175 em 1871. Apesar de sucessivas tentativas de reverter o Parágrafo 175 em 1907 e 1929 ela acaba sendo mantida e posteriormente utilizada pelo nazismo para punir também os homossexuais. Após a queda do nazismo, os homossexuais condenados deixaram os campos de concentração mas continuaram a cumprir as penas previstas pelo Parágrafo 175.
Num caminho semelhante de punir a homossexualidade, as teorias psicológicas vigentes na época passaram a privilegiar o entendimento de que a homossexualidade era uma doença mental. Vários métodos psiquiátricos de cura da "perversão" foram sugeridos, incluindo  a castração, a terapia de choque e a lobotomia. Nenhuma dessas técnicas, no entanto, teve o efeito pretendido. Sigmund Freud contribuiu para que a ideia se transformasse, embora considere-se fundamental os estudos de Alfred Kinsey (1948) para a revisão das teorias psicológicas vigentes na época. Os movimentos gays, por sua vez, começaram a desmascarar pressupostos erróneos sobre sua vida, seus sentimentos e acções. Um dos protestos pioneiros pelos direitos homossexuais foi realizado na cidade de Nova Iorque em 1976. Em 15 de Dezembro de 1973, a American Psychiatric Association já havia retirado a homossexualidade da lista de distúrbios mentais. A partir daí, os entendimentos passaram a abordar a óptica do que se considerava patológico e provocado pelo homossexualismo era fruto do estigma social, que não permitia aos gays estabelecerem sua identidade pessoal e social, ou seja, a neurose podia acomete-los tanto quanto aos heterossexuais. A exclusão da homossexualidade como doença mental foi revista pela Organização Mundial de Saúde (OMS) apenas no dia 17 de Maio de 1990 e ratificada em 1992.

## Europa

### Antiguidade Clássica

#### Grécia Antiga

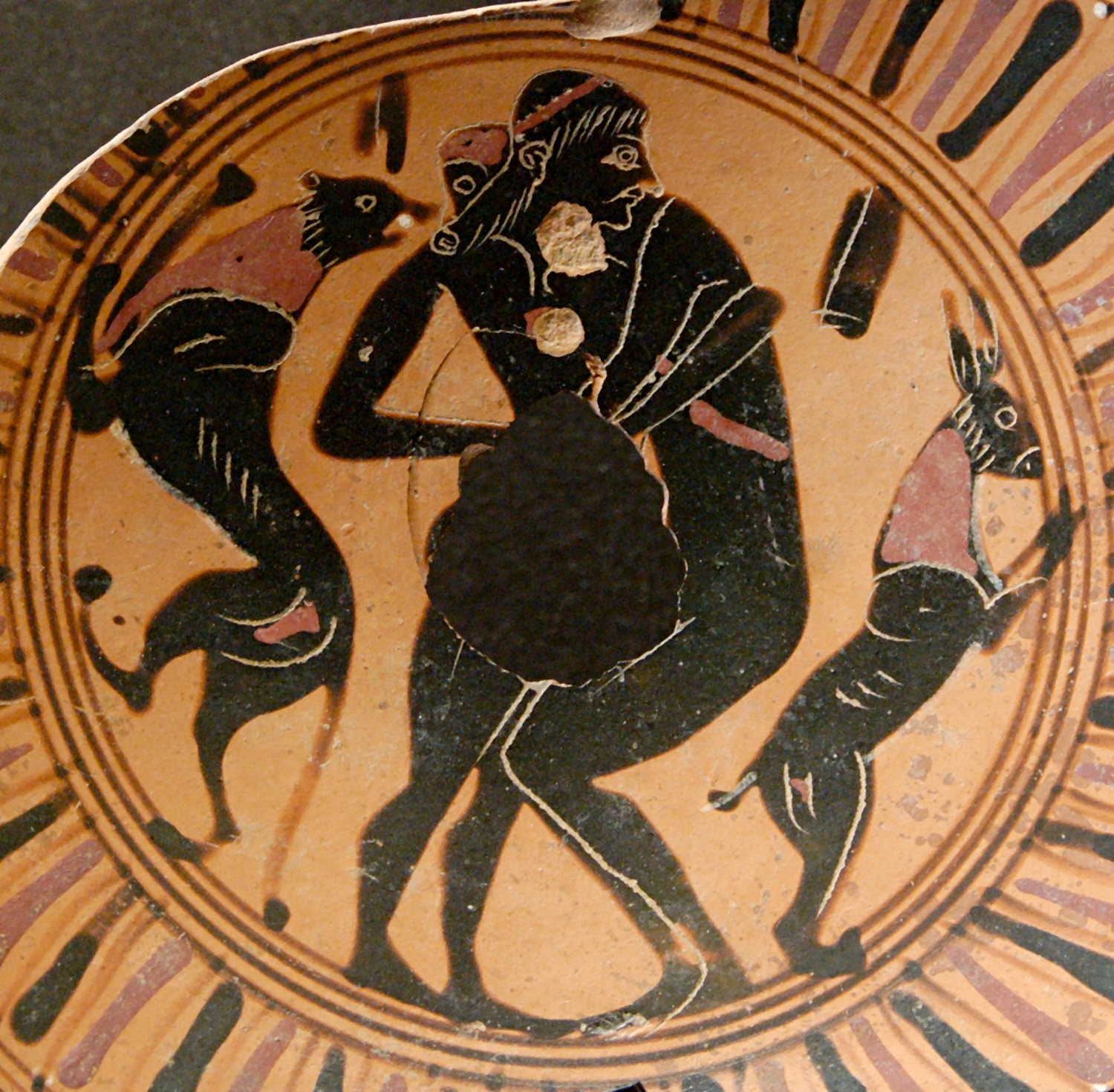
Jovem e adolescente praticando sexo intercrural; fragmento de taça ática de figuras negras, 550-525 a.C. (Louvre).

A homossexualidade na Grécia Antiga teve diversos aspectos explorados por autores da Antiguidade Clássica, como Heródoto, Platão, Xenofonte, e Ateneu. A forma mais difundida e socialmente significativa de relação sexual íntima entre membros do mesmo sexo na Grécia do período era entre adultos e adolescentes, conhecida como pederastia; os casamentos heterossexuais, da mesma maneira, eram habitualmente arranjados de acordo com as idades dos cônjuges, e envolviam homens na faixa dos trinta anos de idade casando com jovens mulheres no início da adolescência. Não se conhece com precisão sobre as relações homossexuais envolvendo mulheres na sociedade geral grega, porém existem exemplos que datam desde pelo menos a época da poetisa Safo.

#### Roma antiga
As fontes históricas disponíveis sobre a prática homossexual na Roma Antiga, suas atitudes e a aceitação deste fato, são abundantes. Há obras literárias, poemas, gravuras e comentários sobre a sexualidade de todos os tipos de personagens, incluindo imperadores solteiros e casados. Por outro lado, as representações gráficas são mais raras do que no período da Grécia clássica. Atitudes em relação à homossexualidade mudaram com o tempo de acordo com o contexto histórico, variando de forte condenação a uma aceitação consideravelmente ampla. Na verdade ela foi considerada um costume cultural em certas províncias.
Na abordagem destes comportamentos é fundamental salientar que o termo homossexualidade se torna problemático e impreciso aplicado ao mundo antigo, já que sequer havia uma palavra traduzida como tal em latim ou em grego antigo com o mesmo significado do conceito moderno de homossexualidade. A bissexualidade parece ter sido a norma, mas os autores antigos reconhecem que na Roma Antiga havia homens que mantinham relações sexuais exclusivamente com homens.

#### Idade Média
Durante a Idade Média a vontade de Deus era o argumento para todas as acções, inclusive em situações cruéis. A ascensão do Cristianismo em Roma reverteu os valores da época, caçou hereges e perseguiu os diferentes. O Papa passou a ter um poder divino sobre a terra, dividindo com os imperadores o governo das nações. O conhecimento ficou restrito aos nobres e aos clérigos.
A religião de Roma prosseguiu. Diversos são os relatos sobre casos de homossexualidade dentro das religiões e Papas homossexuais fizeram parte da história da Igreja. João XXII chegou a ser expulso e trazido de volta, por causa das suas orgias bissexuais. Foi assassinado a pauladas, em 964, aos 24 anos, por um esposo traído. Em 1123, foi declarada a nulidade de casamentos de padres.
O papa Gregório instituiu o direito ao Tribunal do Santo Ofício, em 1231, e ordenou o combate às mazelas difundidas em toda a Europa. Os homossexuais foram perseguidos. A sodomia era considerada a pior das heresias e para homossexuais, a idade justificava a pena. Após confissões obtidas na base da tortura, o indivíduo abaixo de 15 anos era recluso por três meses. Acima dessa idade, deveria ir preso e posteriormente pagar multa. Os adultos deveriam pagar multas, caso contrário tinham os seus genitais amarrados e deveriam andar nus pela cidade, serem açoitados e depois expulsos. Caso fossem maiores de 33 anos, o acusado seria julgado, sem direito a defesa e, caso condenado, morto em fogueira e seus bens confiscados. Apesar de todo os esforços, nesse mesmo período existem relatos de pelo menos dois papas homossexuais: Papa Paulo II e Papa Alexandre VI.

### Europa Moderna
O campo em desenvolvimento da psicologia foi a primeira maneira pela qual a homossexualidade poderia ser abordada diretamente, além da condenação bíblica. Na Europa, a homossexualidade fazia parte dos estudos de caso desde a década de 1790 com o trabalho de Johann Valentin Müller. Os estudos desta época tendiam a ser um exame rigoroso dos “criminosos”, procurando confirmar a culpa e estabelecer padrões para processos futuros. Ambroise Tardieu, na França, acreditava poder identificar "pederastas" afirmando que os órgãos sexuais são alterados pela homossexualidade em sua publicação de 1857. A exposição de François Charles, Les Deux Prostitutions: études de pathologie sociale ("As Duas Prostituições: Estudo da Patologia Social"), desenvolveu métodos para a polícia perseguir através de documentação meticulosa da homossexualidade. Outros incluem Johann Caspar e Otto Westphal, Karl Heinrich Ulrichs. A publicação de Richard von Krafft-Ebing de 1886, Psychopathia Sexualis, foi a obra desse tipo mais amplamente traduzida. Ele e Ulrichs acreditavam que a homossexualidade tinha base congênita, mas Krafft-Ebing diferia; nisso, ele afirmou que a homossexualidade era um sintoma de outro comportamento psicopático que ele via como uma disposição herdada à degeneração.  
A degenerescência tornou-se uma teoria amplamente reconhecida para a homossexualidade durante as décadas de 1870 e 1880.  Ele falava das teorias eugênicas e darwinistas sociais do final do século XIX. Benedict Augustin Morel é considerado o pai da teoria da degeneração. Suas teorias postulam que as anormalidades físicas, intelectuais e morais vêm de doenças, superpopulação urbana, desnutrição, álcool e outras falhas de sua sociedade contemporânea. Uma mudança importante na terminologia da homossexualidade foi provocada pelo desenvolvimento da inquisição da psicologia sobre a homossexualidade. "Sentimento sexual contrário", como disse Westphal, e a própria palavra "homossexual" abriu caminho nos léxicos ocidentais. A homossexualidade tinha um nome além do termo ambíguo “sodomia” e da indescritível “abominação”. Como diz Michel Foucault, “o sodomita tinha sido uma aberração temporária; o homossexual era agora uma espécie”. 
Até hoje, os historiadores ainda discutem sobre a questão da sexualidade de Frederico, o Grande (1712-1786), que gira essencialmente em torno do tabu de saber se o mito de um dos maiores heróis de guerra da história mundial pode ser psicologicamente desconstruído. 

#### Homossexualidade na Grã-Bretanha moderna
Após a codificação das leis anti-sodomia com a Lei de Sodomia de 1533, o sexo e os relacionamentos homossexuais foram muito menosprezados e processados civilmente. Embora a seção 61 da Lei de Ofensas Contra a Pessoa de 1861 tenha removido a pena de morte para a homossexualidade, os atos homossexuais masculinos permaneceram ilegais e eram puníveis com prisão.  Em contraste, as relações lésbicas eram frequentemente ignoradas e os códigos legais que visavam a homossexualidade muitas vezes não cobriam o amor sáfico. Num processo judicial escocês, um juiz considerou as relações sexuais entre duas mulheres imaginárias. Apenas nos casos em que as mulheres quebraram os papéis de género e passaram para a masculinidade foram punidas com chicotadas públicas e banimento, muito menos severo do que os seus homólogos gays do sexo masculino. No entanto, baladas celebrando mulheres soldados travestidas circularam durante as Guerras Napoleônicas, frequentemente retratando mulheres vestindo trajes masculinos flertando com homens e ocasionalmente até mesmo "maridos femininos" apareciam. 
Vários autores escreveram sobre o tema da homossexualidade. Em 1735, Conyers Place escreveu "Guia Insuficiente da Razão para Conduzir a Humanidade na Religião". Em 1749, Thomas Cannon escreveu "Pederastia Antiga e Moderna Investigada e Exemplificada". Em agosto de 1772, The Morning Chronicle publica uma série de cartas ao editor sobre o julgamento do capitão Robert Jones. Em 1773, Charles Crawford escreveu "Uma Dissertação sobre o Fédon de Platão".
As casas Molly apareceram na Londres do século 18 e em outras grandes cidades. Uma casa Molly é um termo inglês arcaico do século 18 para uma taverna ou sala privada onde homens homossexuais e travestis poderiam se encontrar e possíveis parceiros sexuais. Os patronos da casa Molly às vezes realizavam casamentos simulados, às vezes com a noiva dando à luz. Margaret Clap (? –c. 1726), mais conhecida como Mother Clap, administrou uma casa Molly de 1724 a 1726 em Holborn, Londres. Ela também esteve fortemente envolvida nas batalhas legais que se seguiram depois que suas instalações foram invadidas pela polícia e fechadas. As casas Molly foram talvez as primeiras precursoras do moderno bar gay. 
Nos séculos XIX e XX, os comentários masculinos sobre as relações lésbicas tornaram-se mais comuns e cada vez mais erotizados. A publicação dos diários de Anne Lister revelou que já em 1820, mulheres instruídas tinham relações sexuais e românticas secretas com outras mulheres, muitas vezes quando casadas com homens e apresentando-se como amizades femininas íntimas. Amizades intensamente emocionais entre mulheres eram normais na Inglaterra, tornando difícil para os estudiosos identificar definitivamente as relações entre pessoas do mesmo sexo. No entanto, os estudiosos modernos suspeitam que existem subscritos lésbicos em grande parte da literatura publicada por mulheres, já que as personagens femininas anseiam romanticamente por outras personagens femininas, mas essa paixão é silenciada. Isso se reflete em um grande conjunto de poesias de amor entre pessoas do mesmo sexo escritas por mulheres. 
Oscar Wilde, o autor e dramaturgo irlandês, desempenhou um papel importante ao trazer a homossexualidade aos olhos do público. O escândalo na sociedade britânica e o subsequente processo judicial de 1895 a 1896 foram altamente discutidos não só na Europa, mas também na América, embora jornais como o New York Times se concentrassem na questão da chantagem, aludindo apenas aos aspectos homossexuais como tendo "uma significado curioso", na primeira publicação em 4 de abril de 1895. Após a prisão de Wilde, o New York Times de 6 de abril discutiu o caso de Wilde como uma questão de "imoralidade" e não abordou especificamente a homossexualidade, discutindo os homens "alguns com apenas 18 anos" que foram apresentados como testemunhas. Inspirado pela fama e homossexualidade de Wilde, o ativista gay Craig Rodwell fundou a primeira livraria LGBTQ dos Estados Unidos em 24 de novembro de 1967, e a chamou de Livraria Memorial Oscar Wilde. 
Na Grã-Bretanha, a visão da homossexualidade como marca de uma mente desviante não se limitava às enfermarias psiquiátricas dos hospitais, mas também aos tribunais. Um caso extremamente famoso foi o de Alan Turing, matemático e teórico britânico. Durante a Segunda Guerra Mundial, Turing trabalhou em Bletchley Park e foi um dos principais arquitetos do computador Colossus, projetado para quebrar os códigos Enigma da máquina de guerra nazista. Pelo sucesso disso, ele foi nomeado Oficial da Ordem do Império Britânico em 1945. Apesar de todo o seu brilhantismo e dos serviços prestados ao seu país, Turing também era abertamente homossexual e no início da década de 1950 este facto chamou a atenção do governo britânico quando foi preso ao abrigo da secção 11 de uma lei de 1885 sobre "indecência grosseira".  Na altura, havia um grande receio de que a sexualidade de Turing pudesse ser explorada por espiões soviéticos, e por isso ele foi condenado a escolher entre a prisão e injecções de estrogénio sintético. A escolha deste último o levou a uma depressão maciça e à morte aos 41 anos após morder uma maçã supostamente envenenada. Embora se acredite popularmente que Turing cometeu suicídio, sua morte também foi consistente com envenenamento acidental.  Estima-se que mais 50-75.000 homens foram perseguidos ao abrigo desta lei, com apenas a revogação parcial a ter lugar em 1967 e a medida final da mesma em 2003. 

## Leste da Ásia

### China e Taiwan
Há registos das praticas homossexuais na China desde os tempos antigos. Um exemplo são as expressões estereotipadas que fazem alusão a homossexualidade , yútáo e duànxiù (余桃 断袖). Yútáo  ou "A sobra do pêssego/pêssego mordido", citado por Han Fei, fala sobre Mi Zixia (彌子瑕), um rapaz de rara beleza que logo virou um objecto de desejo do Duque Ling de Wei (卫灵公). Conta-se que um dia Mi dividiu com o Duque um delicioso fruto que já fora mordido por ele, o Duque apreciou o gesto (embora, uma vez que Zixia se tornara adulto, perdendo a sua beleza, o Duque lembrou-se do episódio e disse que o jovem havia sido falso com ele). Duànxiù ('rasgando a manga')  refere-se ao ato do imperador Ai Di da dinastia Han, que cortou a manga sobre a qual dormia seu adorado amante Dongxian, fez isso para não o acordar.
As pesquisas de Pan Guangdan (潘光旦) indicaram que quase todos os imperadores da dinastia Han tinham um ou mais parceiros sexuais homens. Também há descrições de lésbicas em alguns livros de história. Acredita-se que a homossexualidade era popular nas dinastias Sung, Ming e Qing. Os homossexuais chineses nunca sofreram grandes perseguições em comparação aos homossexuais da Europa cristã durante a Idade Média até o século XIX.
A homossexualidade masculina é reconhecida na China desde os tempos antigos e mencionada em muitas obras famosas da literatura chinesa. O confucionismo, sendo principalmente uma filosofia social e política, focou pouco na sexualidade, seja homossexual ou heterossexual. Em contraste, o papel das mulheres recebe pouca ênfase positiva na história chinesa, sendo especialmente raros os registos de lesbianismo. Ainda assim, também há descrições de lésbicas em alguns livros de história.   Acredita-se que a homossexualidade era popular nas dinastias Song, Ming e Qing. 
A literatura chinesa registrou múltiplas anedotas de homens envolvidos em relacionamentos homossexuais. Na história das sobras de pêssego (余桃), ambientada durante a Era da Primavera e Outono, o historiador Han Fei registrou uma anedota na relação de Mi Zixia (彌子瑕) e o Duque Ling de Wei (衛靈公) em que Mizi Xia compartilhou um pêssego especialmente delicioso com seu amante. quando o Imperador Ai acordou mais tarde, ele cortou cuidadosamente a manga, para não acordar Dongxian, que havia adormecido em cima dela.O estudioso Pan Guangdan (潘光旦) chegou à conclusão de que muitos imperadores no A dinastia Han teve um ou mais parceiros sexuais masculinos. No entanto, excepto em casos incomuns, como o do Imperador Ai, os homens nomeados pelas suas relações homossexuais nas histórias oficiais parecem ter tido também vidas heterossexuais activas. 
Com a ascensão da dinastia Tang, a China tornou-se cada vez mais influenciada pela moral sexual dos estrangeiros da Ásia Ocidental e Central, e as companheiras femininas começaram a substituir os companheiros masculinos em termos de poder e posição familiar.[8] A dinastia Song seguinte foi a última dinastia a incluir um capítulo sobre os companheiros masculinos dos imperadores em documentos oficiais. Durante estas dinastias, a atitude geral em relação à homossexualidade ainda era tolerante, mas os amantes do sexo masculino eram cada vez mais vistos como menos legítimos em comparação com as esposas e esperava-se que os homens se casassem e continuassem a linhagem familiar. Durante a dinastia Ming, diz-se que o Imperador Zhengde teve uma relação homossexual com um líder muçulmano chamado Sayyid Husain.  Mais tarde, na dinastia Ming, a homossexualidade começou a ser referida como o "costume do sul" devido ao fato de Fujian ser o local de um sistema único de casamentos masculinos, atestado pelo burocrata estudioso Shen Defu e pelo escritor Li Yu, e mitificado no conto popular "O espírito lebre". 
A dinastia Qing instituiu a primeira lei contra a homossexualidade consensual e não monetizada na China. No entanto, a punição designada, que incluía um mês de prisão e 100 golpes pesados, era na verdade a punição mais leve que existia no sistema jurídico Qing.  Em Sonho da Câmara Vermelha, escrito durante a dinastia Qing, exemplos de o afeto e as interações sexuais entre pessoas do mesmo sexo descritas parecem tão familiares aos observadores do presente quanto histórias equivalentes de romances entre pessoas heterossexuais durante o mesmo período. Esforços significativos para suprimir a homossexualidade na China começaram com o Movimento de Auto-Fortalecimento, quando a homofobia foi importada para a China juntamente com a ciência e a filosofia ocidentais. 
Em 2006, um santuário para o deus do amor homossexual, Tu'er Shen, foi estabelecido em Taiwan séculos depois que o templo original foi destruído em Fujian pelo governo chinês no século XVII. Milhares de peregrinos queer reuniram-se no local para rezar por boa sorte no amor. Em 2019, Taiwan tornou-se o primeiro país da região a legalizar a igualdade no casamento. 

### Japão e Coréia
Registros de homens que fazem sexo com homens no Japão datam de tempos antigos. No entanto, eles se tornaram mais evidentes para os estudiosos durante o período Edo. As práticas históricas de homossexualidade são geralmente referidas no Japão como wakashudō (若衆道, lit. 'caminho do wakashu') e nanshoku (男色, lit. 'cores masculinas'). A instituição do wakashudō no Japão é em muitos aspectos semelhante à pederastia na Grécia antiga. Homens mais velhos geralmente se envolvem em relacionamentos românticos e sexuais com homens mais jovens (os wakashu), geralmente na adolescência.   
Na clássica literatura japonesa O Conto de Genji, escrita na Era Heian, os homens são frequentemente tocados pela beleza dos meninos. Em uma cena, o herói é rejeitado por uma senhora e, em vez disso, dorme com seu irmão mais novo: "Genji puxou o menino para o lado dele... Genji, por sua vez, ou pelo menos é o que se sabe, achou o menino mais atraente do que sua irmã fria. ".  Algumas referências também contêm referências a imperadores envolvidos em relações homossexuais e a "belos rapazes retidos para fins sexuais" pelos imperadores.  
Em outras obras literárias podem ser encontradas referências ao que Leupp chamou de "problemas de identidade de gênero", como a história de um jovem que se apaixona por uma garota que na verdade é um homem travesti. Shunga japonesa são imagens eróticas que incluem amor entre pessoas do mesmo sexo e do sexo oposto. À medida que o Japão iniciou o processo de ocidentalização durante a era Meiji, a homofobia foi importada de fontes ocidentais para o Japão e a animosidade em relação às práticas entre pessoas do mesmo sexo começou a crescer. Em 1873, o Ministério da Justiça aprovou o código keikan (鶏姦), uma lei de sodomia que criminaliza as práticas homossexuais. 
Sabe-se que vários membros da classe nobre coreana e monges budistas declaram sua atração por membros do mesmo sexo. Alguns imperadores coreanos de mil anos atrás também eram conhecidos por terem amantes do sexo masculino.   

## Civilizações pré-colombianas (América)
Entre os povos indígenas das Américas antes da colonização europeia, várias nações tinham papéis respeitados para indivíduos homossexuais, bissexuais e não-conformes de género; em algumas comunidades indígenas, esses papéis sociais e espirituais ainda são observados.  Embora as culturas indígenas que preservam (ou adotaram) esses papéis tenham seus próprios nomes, em suas próprias línguas, para esses indivíduos, um termo moderno e pan-indiano que alguns adotaram é “Dois Espíritos”.  Numa cultura tradicional que considera estes papéis sagrados, estes indivíduos são reconhecidos cedo na vida, criados de forma adequada, aprendendo com os mais velhos os costumes, deveres espirituais e sociais cumpridos por estas pessoas na comunidade.  Embora este novo termo não tenha sido universalmente aceito, tem sido criticado como um termo de apagamento por comunidades tradicionais que já têm os seus próprios termos para as pessoas agrupadas sob este novo termo, e por aqueles que rejeitam o que chamam de "ocidental" implicações binárias, como sugerir que os nativos acreditam que esses indivíduos são "homens e mulheres" - geralmente recebeu mais aceitação e uso do que o termo antropológico que substituiu.   

## África Subsaariana

### Lesoto
Os antropólogos Stephen Murray e Will Roscoe relataram que as mulheres no Lesoto se envolviam em "relacionamentos eróticos de longo prazo" socialmente sancionados, chamados motsoalle (lit. 'amigo especial').  Freqüentemente, um relacionamento motsoalle era reconhecido publicamente com uma festa ritual e com a comunidade plenamente consciente do compromisso das mulheres umas com as outras. Os relacionamentos Motsoalle comumente existiam entre as meninas da escola, onde funcionavam como uma espécie de "amor de cachorrinho" ou orientação. 
No entanto, diferentemente da noção ocidental de lesbianismo, os relacionamentos motsoalle não são vistos como uma "alternativa ao casamento heterossexual".  Ainda se espera que as mulheres em relacionamentos motsoalle "casem com homens e se conformem, ou pareçam se conformar, às expectativas de gênero".  Os relacionamentos motsoalle geralmente não são vistos como relacionamentos sexuais e românticos adequados devido à noção de sexo do Sesotho, onde um ato não é considerado ato sexual se um dos parceiros não for homem.   À medida que o Lesoto se tornou mais modernizado, essas comunidades foram expostas à cultura ocidental e, portanto, à homofobia. O antropólogo K. Limakatsuo Kendall levanta a hipótese de que, à medida que as ideias ocidentais se espalharam, a ideia de que as mulheres poderiam ser sexuais umas com as outras, juntamente com a homofobia, começaram a apagar as relações motsoalle. Na década de 1980, as festas rituais que antes eram celebradas pela comunidade para motsoalles haviam desaparecido. Hoje, os relacionamentos motsoalle desapareceram em grande parte. 

### Azande
Entre o povo Zande do Congo, existia uma instituição social semelhante à pederastia na Grécia Antiga. E. E. Evans-Pritchard também registrou que os guerreiros Azande do sexo masculino assumiam rotineiramente esposas-meninos com idades entre doze e vinte anos, que ajudavam nas tarefas domésticas e participavam de sexo intercrural com seus maridos mais velhos. A prática desapareceu no início do século XX, depois de os europeus terem conquistado o controlo dos países africanos, mas foi contada a Evans-Pritchard pelos mais velhos com quem conversou. Segundo ele, as mulheres tinham amantes femininas em busca de prazer e os parceiros se penetravam com bananas ou um alimento esculpido no formato de um falo. Eles também relataram que a filha de um governante pode receber uma escrava como parceira sexual. Evans-Pritchard também registrou que os homens Azande tinham medo de que as mulheres assumissem amantes do sexo feminino, pois poderiam considerar os homens desnecessários. 

## Perseguição na URSS e em outros países comunistas
Simultaneamente à perseguição nazista, uma perseguição menos conhecida, mas não menos devastadora, ocorreu na União Soviética. Paradoxalmente, a base que motivou a perseguição era muito semelhante à dos nazistas, ou seja, o conceito pseudobiológico de "degeneração". Eles consideravam que a homossexualidade era um defeito, ligado à decadência moral e física da burguesia corrupta. A homossexualidade não era vista apenas como uma atividade contra a natureza, mas também contra a sociedade socialista e, como tal, deveria ser erradicada de todo o território soviético. Assim, em 1934 foi introduzido o artigo 121, do Código Penal da URSS, nos seguintes termos:
1. 1 - A relação sexual de um homem com outro homem (sodomia) será penalizada com a privação da liberdade por um período de até 5 anos.[52]
2. 2 - Sodomia agravante. Se houver violência física e ameaças forem aplicadas, se for praticada com menor ou abuso de superioridade com dependente, será punido com pena privativa da liberdade de até 8 anos.[52]

Legislação semelhante foi implementada em todos os países da órbita soviética e na China. Além disso, a homossexualidade era frequentemente usada como uma arma nas lutas políticas da URSS para acusar oponentes políticos e tramar planos contra eles.

## Portugal
A homossexualidade em Portugal no período histórico foi sobretudo dominada pela ideologia cristã da Igreja Católica Apostólica Romana, que caracteriza a sexualidade como um acto exclusivamente destinado a procriação, pelo que todas as outras actividades sexuais são vistas como pecaminosas e contrárias a Deus. A partir do século XVI a Inquisição encarregou-se mesmo de investigar, julgar e condenar à fogueira a sodomia. Esta visão moralista da sexualidade manteve-se até finais do século XX, apesar da descriminalização que entretanto ocorreu, época em que a grande maioria dos homossexuais ainda preferia esconder-se aos olhos da sociedade. No século XIX Egas Moniz nas suas obras A Vida Sexual e Pathologia, considerou a homossexualidade como uma doença mental e uma perversão, "tão digna de ser tratada como qualquer outra."
Actualmente a sociedade portuguesa tem vindo a reduzir progressivamente a discriminação com base na orientação sexual, tanto ao nível social, como político e legal, tendo, sobretudo entre as camadas mais jovens da população, a homossexualidade vindo a ser considerada como mais uma variante aceite da sexualidade humana, da esfera íntima e pessoal de cada um, e em grande parte livre de conotações de índole moral. Um dos direitos ainda recusado aos homossexuais é o direito à adopção.
Em 2010 o órgão nacional que tem competência legislativa, a Assembleia da República, legalizou o casamento entre pessoas no mesmo sexo, tornando assim o país, o sexto na Europa e o oitavo no Mundo a legalizar o casamento gay.

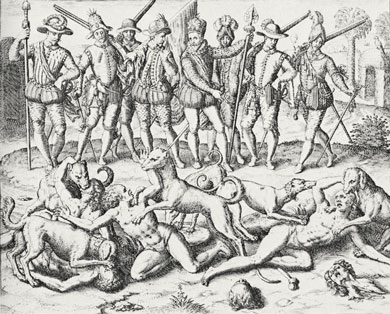
Desenho de Théodore de Bry (1594): Vasco Núñez de Balboa 'larga' mortalmente seus cães de guerra sobre um grupo de indígenas homossexuais na América Central.

A 15 de Março de 2011 foi publicada a lei Nº7/2011 que simplifica o processo de mudança de nome e sexo legal. O processo passa a ser administrativo e passa a ser requerido fundamentalmente um "relatório que comprove o diagnóstico de perturbação de identidade de género, também designada como transexualidade, elaborado por equipa clínica multidisciplinar de sexologia clínica em estabelecimento de saúde público ou privado, nacional ou estrangeiro."

## Origem da proibição dos relacionamentos homossexuais
Considerando que várias civilizações antigas admitiam a homossexualidade nas suas culturas fica pouco claro porque a homossexualidade e a transgenereidade foram tão proibidas no mundo ocidental entre os séculos XV e XX. Uma das tentativas de explicação remetem a um crescimento populacional forçado. O intuito das leis que proibiam a sodomia durante o império de Gengis Khan parecem ter uma estratégia objectiva: aumentar rapidamente o exército de combatentes mongóis a fim de enfrentar o Império da China. De forma semelhante as leis que proibiam a sodomia no ocidente a partir do século XV parecem se fundamentar no mesmo princípio: incentivar o crescimento populacional a fim de colonizar as novas terras, recém descobertas. Nessa teoria a condenação moral e mediante leis de direito, regem-se apenas através de interesses de dominância entre povos, forçando um crescimento populacional através do artifício de proibições da sodomia e de relações homossexuais.

## Casamento entre pessoas do mesmo sexo
| Homossexualidade ilegal:                                                                 |
| Pena de morte                                                                            |
| Prisão; pena de morte não posta em prática                                               |
| Morte sob milícias                                                                       |
| Prisão, com encarceramento ou detenção                                                   |
| Prisão, mas não posto em prática1                                                        |
| Homossexualidade legal:                                                                  |
| Casamento igualitário                                                                    |
| Reconhecimento de casamentos feitos em outras jurisdições                                |
| Reconhecimento limitado (de residentes estrangeiros)                                     |
| Sem reconhecimento legal, mas algumas instituições oferecem certificação não vinculativa |
| Reconhecimento de uniões:                                                                |
| União civil                                                                              |
| Coabitação não registrada                                                                |
| Nenhum                                                                                   |
| Restrições à liberdade de expressão                                                      |

As uniões homossexuais existiram nas diversas culturas desde os princípios da humanidade. Na Europa clássica existiram em sociedades gregas e romanas, e mesmo em comunidades cristãs na forma de um sacramento chamado Adelphopoiesis. Na Ásia existiram para homossexuais masculinos sob a forma dos casamentos Fujian, e para mulheres homossexuais sob o nome de Casamento das Orquídeas de Ouro. Casamentos entre lésbicas foram documentados em mais de trinta tribos africanas e entre homens homossexuais em cinco tribos. Nas Américas, uniões homossexuais foram documentadas primordialmente em civilizações norte-americanas, disponíveis para as pessoas designadas de "dois-espíritos", que demonstravam ambiguidade sexual. Estas pessoas eram consideradas de um terceiro sexo e podiam variar entre as responsabilidades de homens ou mulheres.
No fim da década de 1990 e no começo dos anos 2000, tentativas de legalizar ou banir o casamento entre pessoas do mesmo sexo foram motivo de debate em vários países. Em 2001, os Países Baixos foram o primeiro país da era moderna a permitir o casamento entre pessoas do mesmo sexo. Actualmente, esse tipo de casamento é legal em cerca de dez países e em apenas alguns estados dos Estados Unidos. Em 2010, a Argentina tornou-se no primeiro país da América Latina a aprovar o casamento homossexual. Israel decidiu que os casamentos homossexuais realizados noutros países, apesar de ilegais em Israel, deveriam ser reconhecidos no país.

### Cronologia do reconhecimento dos casamentos do mesmo sexo
| Reconhecimento do casamento entre pessoas do mesmo sexo | |
| Ano                                                     | País |
| 2001                                                    | Países Baixos |
| 2003                                                    | Bélgica |
| 2004                                                    | Massachusetts (Estados Unidos)                                                                                              |
| 2005                                                    | Espanha, Canadá |
| 2006                                                    | África do Sul |
| 2008                                                    | Connecticut (Estados Unidos)                                                                                                |
| 2009                                                    | Noruega, Suécia, Iowa (Estados Unidos), Vermont (Estados Unidos)                                                            |
| 2010                                                    | New Hampshire (Estados Unidos), Washington, D.C. (Estados Unidos), Portugal, Islândia, Argentina, Cidade do México (México) |
| 2011                                                    | Nova Iorque (Estados Unidos)                                                                                                |
| 2013                                                    | Brasil |
| 2015                                                    | Estados Unidos (Todo o território nacional) , Irlanda (Através de Plebiscito)                                               |

## Estudo histórico da homossexualidade
Quando Heinrich Hössli e K. H. Ulrichs iniciaram seus estudos pioneiros sobre homossexualidade no final do século 19, eles encontraram poucos dados históricos abrangentes, exceto material da Grécia antiga e do Islã. Algumas outras informações foram acrescentadas pelos estudiosos ingleses Richard Burton e Havelock Ellis. Na Alemanha, Albert Moll publicou um volume contendo listas de homossexuais famosos. No final do século, porém, quando o Comité Científico-Humanitário de Berlim foi formado, percebeu-se que deveria ser realizada uma pesquisa bibliográfica abrangente. Os resultados desta investigação foram incorporados aos volumes do "Jahrbuch fur sexualle Zwischenstufen" e "Die Homosexualität des Mannes und des Weibes (1914)", de Magnus Hirschfeld. A Grande Depressão e a ascensão do nazismo puseram fim à maioria das pesquisas homossexuais mais sérias. 
Como parte do crescimento do movimento gay contemporâneo no sul da Califórnia, vários artigos históricos chegaram a periódicos do movimento como The Ladder, Mattachine Review e One Quarterly. Na França, Arcadie, sob a direção de André Baudry, publicou uma quantidade considerável de material histórico. Quase sem exceção, os acadêmicos universitários tinham medo de tocar no assunto. Como resultado, grande parte do trabalho foi feito por autodidatas que labutavam em condições nada ideais. Dado que a maior parte destes estudos foram realizados sob os auspícios do movimento, tenderam a reflectir preocupações relevantes; compilar um resumo das injustiças e esboços biográficos de homens e mulheres gays exemplares do passado, por exemplo. A atmosfera da década de 1960 mudou as coisas. A revolução sexual fez da sexualidade humana um objeto apropriado de pesquisa. Surgiu uma nova ênfase na história social e intelectual, decorrente em grande parte do grupo em torno do periódico francês Annales. Embora tenham surgido várias sínteses úteis da história mundial da homossexualidade, muito material, especialmente do Islão, da China e de outras culturas não-ocidentais, ainda não foi devidamente estudado e publicado, de modo que, sem dúvida, estes serão substituídos. 
Em 2011, a Califórnia se tornou o primeiro estado dos EUA a aprovar uma lei exigindo que a história LGBT fosse ensinada nas escolas públicas. No entanto, o primeiro livro didático em conformidade com a lei só foi publicado em 2017 devido à oposição de grupos e comunidades conservadoras. Colorado e Nova Jersey aprovaram leis semelhantes em 2019, e uma lei de história LGBT em Illinois entrou em vigor em julho de 2020. Seis estados do sul têm leis que proíbem o ensino de história LGBT nas escolas. 